# Orthopha polypuncta
Orthopha polypuncta là một loài bướm đêm trong họ Noctuidae.